# Акшатау (горы)
Акшатау — хребет в юго-восточной части Сарыарки. Находится на территории Абайского, Аягозского районов Абайской области, к югу от хребта Шынгыстау. Состоит из отдельных сопок (Каракшы, 1151 м; Жалтумсык, 1169 м; Кудияр, 1000 м), расположенных с северо-запада на юго-восток. Самая высшая вершина Акшатау — Кособа (1304 м). Юго-западный склон хребта крутой, отвесный, высота от 1300 до 1000 м. Северо-восточный склон — более пологий, постепенно переходящий в равнину. Образован палеозойским кварцитом, щебнем, известняком, эффузионными породами. С южных склонов хребта Акшатау берут начало реки Балкыбек, Коксала, Калгутты, с восточных — Сарыбулак. с северных — Шетембай, Терисайрык. На склонах и у подножия хребта произрастают степные травы, а также карагач, таволга и другие, в логах — берёза, осина, ива.
Название Акшатау переводится с казахского как Беловатая гора.